# Prostitution en Irak
La prostitution en Irak est illégale,. Le code pénal irakien interdit la prostitution et le proxénétisme, la prostituée et le client étant tous passibles de sanctions pénales. Les sanctions peuvent être sévères, y compris la réclusion à perpétuité.

## Guerre en Irak
De nombreuses femmes fuyant la guerre en Irak ont été contraintes de se prostituer. Certaines sources affirment que jusqu'à cinquante mille femmes irakiennes réfugiées en Syrie, dont beaucoup sont veuves ou orphelines, ont été contraintes à la prostitution. Des sources affirment que les femmes sont exploitées par les États arabes du Golfe. Après l'invasion américaine de l'Irak en 2003, des sociétés de sous-traitance privées ont utilisé des prostituées étrangères introduites en contrebande dans les bases et la zone verte comme pots-de-vin pour d'autres contrats,.

## Région du Kurdistan
La région du Kurdistan aurait reçu « des femmes et des enfants trafiqués du reste de l'Irak à des fins de prostitution ». Des gangs criminels ont prostitué des filles de l'extérieur de la région du Kurdistan dans les provinces d'Erbil, Duhok et Slemani. Des ONG ont allégué que certains membres du personnel des forces de sécurité intérieures d'Asayish du gouvernement régional du Kurdistan ont facilité la prostitution dans les camps de réfugiés syriens de la région du Kurdistan. Des femmes irakiennes ont été vendues dans des « mariages temporaires » et des filles syriennes des camps de réfugiés de la région du Kurdistan ont été contraintes à des « mariages temporaires », et il a été allégué que les autorités de la région du Kurdistan ont ignoré de tels cas,.

### Les prostituées envahissent Kirkouk
Soran Mama Hama, un jeune reporter pour le magazine Livin a écrit un article intitulé « Les prostituées envahissent Kirkouk », qui a été publié le 15 juin 2008. Il a déclaré qu'il avait les noms de brigadiers de police, de nombreux lieutenants, colonels et de nombreux agents de police et de sécurité impliqués dans le trafic et couvrant un réseau de prostitution à Kirkouk. Le réseau impliquerait 200 maisons closes dans la ville, chacune avec 2 à 6 prostituées.
Le Syndicat des journalistes du Kurdistan (KJS) a déclaré que Mama Hama avait reçu un message de menace d'une personne non identifiée le 15 mai.
Soran Mama Hama a été abattu et est décédé devant son domicile à Kirkouk. Dans le téléphone portable qu'utilisait Soran Mama Hama, il y avait des messages provenant d'un politicien de l'UPK qui l'avait menacé de mort avant l'assassinat[réf. nécessaire].

## Trafic sexuel
L'Irak est un pays d'origine et de destination pour les femmes et les enfants soumis au traite à caractère sexuel. Le violent conflit avec l'État islamique a augmenté la vulnérabilité des populations au trafic, en particulier les femmes et les enfants. Les réfugiés et déplacés font face à un risque plus important de trafic du fait de leur vulnérabilité économique et sociale, et du climat d'insécurité. Les ONG rapportent des réseaux de trafiquants d'êtres humains agissant au Kurdistan irakien et qui prennent pour cibles des réfugiés et des migrants, opérant avec l'aide d'officiels locaux, y compris des juges, des agents des forces Asayish et des agents aux frontières. En 2015, des membres du parlement de la région du Kurdistan et des ONG ont signalé que certains membres du personnel des forces Asayish avaient facilité le trafic sexuel de femmes et de filles dans les camps de réfugiés syriens de la région du Kurdistan, principalement dans le camp de réfugiés de Domiz, ainsi que le trafic sexuel de filles en dehors des camps. En 2016, des ONG ont signalé que les gardes d'Asayish autorisaient non seulement les hommes à entrer dans le camp pour solliciter des relations sexuelles commerciales avec des filles réfugiées, mais que les gardes sollicitaient également des relations sexuelles avec les filles réfugiées, notamment en leur accordant la permission de quitter le camp en échange de relations sexuelles. Des rapports de 2015 ont indiqué que des personnes déplacées et certaines femmes réfugiées syriennes ont été forcées à se prostituer par un réseau liés au trafic d'êtres humains dans des hôtels et des maisons closes à Bagdad, Bassorah, et dans d'autres villes du sud de l'Irak, après que des agents du réseau aient promis de les réinstaller de la région du Kurdistan.
Les rapports continuent de suggérer que certains responsables de l'application des lois irakiennes auraient fréquenté des maisons closes connues pour le trafic sexuel ou accepté des pots-de-vin pour autoriser le trafic sexuel. Les médias et d'autres observateurs ont rapporté en 2015 qu'un réseau iranien de trafic sexuel exploitait des maisons closes à Erbil où des filles iraniennes étaient exploitées à des fins sexuelles commerciales ; les médias ont rapporté qu'un responsable de l'ARK aurait payé 3 000 $ pour une victime iranienne de trafic sexuel. Il y a eu des informations, notamment d'une chaîne de télévision locale de juin 2016, sur le trafic sexuel de filles principalement originaires d'Iran et de Syrie, ainsi que certaines originaires de la région du Kurdistan, à Sulaymaniyah. Les ONG signalent également des cas dans lesquels des filles qui ont fui leur famille par peur des crimes d'honneur sont exploitées dans le commerce du sexe par des réseaux criminels.
Des femmes principalement originaires d'Iran, de Chine et des Philippines sont contraintes de se prostituer en Irak.
Le Département d'État des États-Unis via son Bureau de surveillance et de lutte contre la traite des personnes classe l'Irak au niveau 2 dans son Rapport sur le trafic des personnes.